# Особняк Клемюеля Рікетса
41°21′08″ пн. ш. 76°19′14″ зх. д. / 41.352222° пн. ш. 76.320556° зх. д.
Особняк Клемюеля Рікеттса (також відомий як «Кам'яний будинок», «Будинок Вільяма Р. Рікеттса» та «Ганога») — будинок у георгіанському стилі з пісковика, побудований у 1852 або 1855 роках на березі озера Ганога в містечку Коллі, округ Салліван, Пенсильванія в США. Тут проживало кілька поколінь родини Рікеттс, у тому числі Р. Брюс Рікеттс і Вільям Рейнольдс Рікеттс . Спочатку побудований як мисливський будиночок, він також був таверною та поштою, а ще був частиною готелю протягом більшої частини 19 століття.
Після 1903 року сім'ї Рікеттс використовували його як літній будинок; вони зберегли його навіть після продажу 65 тисяч акрів землі (26 тисяч гектарів) штату Пенсільванія у період з 1920 по 1950 рік. З 1936 року цей будинок включено до Огляду історичних будівель Америки (HABS), а з 1983 року — занесено до Національного реєстру історичних місць (NRHP). У 1957 році група інвесторів придбала озеро, землю навколо та будинок й приватно забудувала їх для житла та відпочинку. Будинок став клубом Асоціації озера Ганога та закритий для публіки.
Оригінальний особняк являє собою L-подібну споруду, два з половиною поверхи заввишки, з кам'яними стінами 2 фути (0,6 м) завтовшки. Побудований на галявині, оточеній віковим лісом, з видом на озеро на 900 футів (270 м) на схід. У 1913 році 2+1⁄2 -поверхове крило додали до північної сторони будинку, а оригінальну структуру відремонтовали. У будинку сім кімнат, чотири ґанки, оригінальна фурнітура та дерев'яне оздоблення. Під час ремонту додали мансардні вікна та ще деякі вікна, з того часу додали електропроводку та сучасну сантехніку. Згідно з описом номінації NRHP, особняк Клемюеля Рікеттса «є приголомшливим прикладом георгіанської народної архітектури».

## Місцезнаходження
Особняк Клемюеля Рікеттса розташований на південно-західному березі озера Ганога в містечку Коллі в південно-східній частині округу Салліван. Особняк і озеро знаходяться на частині плато Аллегейні, відомого як Північна гора; плато утворилося близько 300 р до 250 мільйонів років тому в аллегенському орогенезі. Гірські породи — сірий пісковик із конгломератами та деякою кількістю алевроліту — місіссіпської формації Поконо понад 340 мільйонів років, лежать в основі будинку й озера. Озеро знаходиться в неглибокій долині, 13 футів (4,0 м) глибиною, яка затоплена льодовиком до 30 футів (9,1 м) шириною на південно-східному кінці, де витік річки Кітчен-Крік .
Найдавнішими зареєстрованими мешканцями регіону були сасквеганноки, які покинули або вимерли до 1675 року. Потім земля опинилася під контролем ірокезів, які продали її британцям за договором Форт-Стенвікс у 1768 році. Земля, на якій пізніше був побудований будинок, спочатку входила до складу округу Нортумберленд, а потім у 1795 році стала частиною округу Лайкомінг. Між 1822 і 1827 роками була побудована магістраль Susquehanna and Tioga Turnpike, яка пролягала вздовж західного берега озера. Ця магістраль з'єднала громади Пенсільванії Бервік на півдні та Тованда на півночі. Озеро тоді було відоме як Довгий ставок, а таверна «Довгий ставок», на північ від місця, де пізніше побудовали будинок, була зупинкою для обіду для диліжанса на шлагбаумі. Округ Салліван утворили з округу Лайкомінг у 1847 році, а через два роки з містечка Черрі утворили містечко Коллі.

## Історія

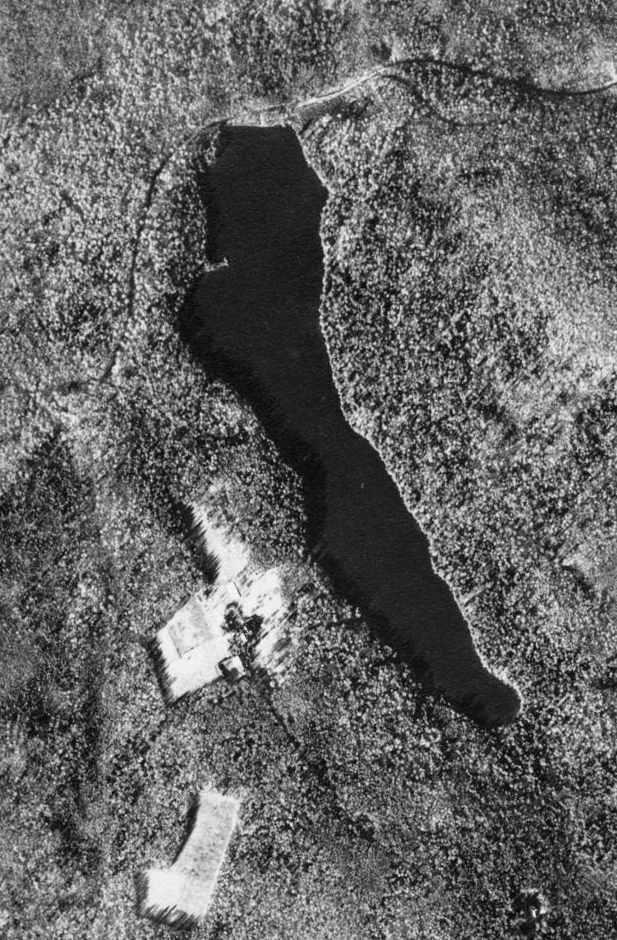
Аерозйомка озера Ганога в 1938 році; особняк розташований на очищеній території ліворуч.

### Будинок і шинок
Брати Клемюель Рікеттс (1794—1858) та Елайджа Г. Рікеттс (1803—1877) були розчаровані тим, що їм довелося провести ніч у вітальні готелю під час полювання на Лоялсок-Крік на північ від озера Ганога в 1850 році, а тому захотіли мати власний мисливський заповідник. Вони купили озеро, таверну «Довгий ставок» і 5 000 акрів (2 000 га) землі навколо на початку 1850-х років і незабаром почали будувати кам'яний будинок між шлагбаумом і берегом озера замість дерев'яної таверни. Відповідно до історії будинку Вільяма Рейнольдса Рікеттса HABS, історії Петрілло регіону Міста-привиди Північної гори та опису номінації будинку NRHP, брати Рікеттс купили озеро та прилеглу землю в 1851 році, розпочавши будівництво кам'яного будинку в тому ж році і закінчивши в 1852 році. 1852 рік також висічений у камені на фасаді (у західній стороні) будинку, що виходив на шосе. Однак, згідно з книгою Томасака «Життя та часи Роберта Брюса Рікеттса», брати придбали озеро, таверну та землю 13 квітня 1853 року за 550 доларів (приблизно 18,000 доларів США у 2022 році), і будинок був побудований з 1854 по 1855 рік.
За сімейною традицією Рікеттс, особняк побудував Гед Сьюард. Хоча спочатку він був відомий як «Рікеттс Фоллі» через його ізольоване розташування в пустелі, офіційна назва була Кам'яний будинок. Будинок слугував братським житлом і шинком для мандрівників на шлагбаумі. 3 жовтня 1853 року Клемюель був призначений начальником нової пошти на озері, а 7 серпня 1854 року отримав ліцензію на таверну від округу Салліван. Коли Клемюель помер у 1858 році, Елайджа купив його частку будинку та землі. Пошту закрили 12 квітня 1860 року.
Син Елайджі Роберт Брюс Рікеттс (1839—1918), на честь якого названо сусідній державний парк Рікеттс-Глен, приєднався до армії Союзу як рядовий на початку Громадянської війни в США в 1861 році та дослужився до полковника артилерії. Після війни Р. Б. Рікеттс повернувся до Пенсільванії і 25 вересня 1869 року купив у свого батька кам'яний будинок, озеро та частину землі навколо нього за 3969,81 доларів США (приблизно $ 81,000 у 2022 році); зрештою він контролював або володів більш ніж 80 000 акрів (32 000 га), включаючи озеро, долини та водоспади парку.
З 1872 по 1875 рік Рікеттс і його партнери керували лісопилкою в 0,5 милі (0,8 км) на південному сході від його будинку. У 1872 році Рікеттс використав деревину з млина, щоб побудувати триповерхову дерев'яну прибудову приблизно на 100 футів (30 м) на північ від кам'яниці, з верандою, що з'єднує обидва. Доповнення коштувало 45 тисяч доларів (приблизно 1 1,018,000 000 доларів США у 2022 році) і був відомий як Ковчег через свою схожість з Ноєвим ковчегом. Того ж року Ricketts поклав нову білу березову підлогу в кам'яному будинку, яка у 2008 року все ще була там.

### Готель

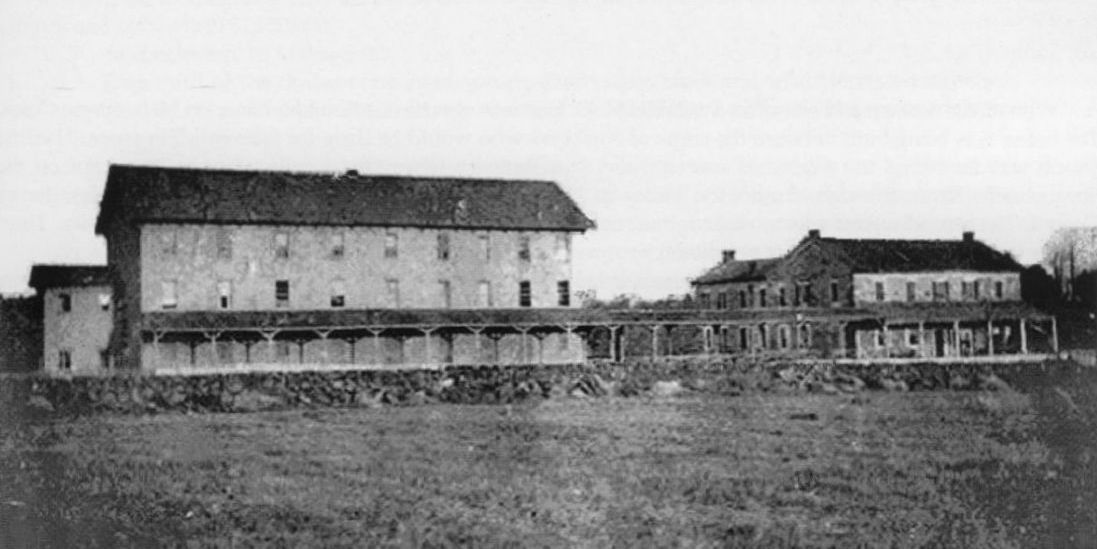
Готель North Mountain House на початку 1870-х років; веранда з'єднувала дерев'яний Ковчег (ліворуч) і кам'яний будинок (праворуч).

Ковчег і кам'яний будинок разом утворили готель North Mountain House, який відкрився в 1873 році — ним керував брат Рікеттса Френк до 1898 року. Багато гостей, які прибули з Вілкс-Барре, Філадельфії, Нью-Йорка та інших місць, були друзями та родичами Рікеттса. Готель працював цілий рік; влітку гості часто прибували після закінчення школи в червні і залишалися до відновлення школи у вересні. У 1876 і 1877 роках Рікеттс керував першою літньою школою в Сполучених Штатах у своєму будинку та готелі; одним із викладачів був Джозеф Ротрок, пізніше відомий як «батько лісівництва» в Пенсільванії.
До 1874 року Рікеттс перейменував Лонг-Понд на Хайленд-Лейк, а до 1875 року назвав найвищий водоспад на Кітчен-Крік водоспадом Ганога. Того року готель North Mountain House був представлений у туристичному путівнику Джона Б. Бачелдера «Популярні курорти та як до них дістатися», де вихвалялося його розташування серед незайманого лісу, озеро та водоспади поблизу, а також можливості для полювання, риболовлі та піших прогулянок. У 1881 році Рікеттс перейменував озеро Хайленд на озеро Ганога. Сенатор від Пенсільванії Чарльз Р. Бакалев запропонував ім'я Ганога, ірокезське слово, яке, за його словами, означало «вода на горі» мовою Сенеки.

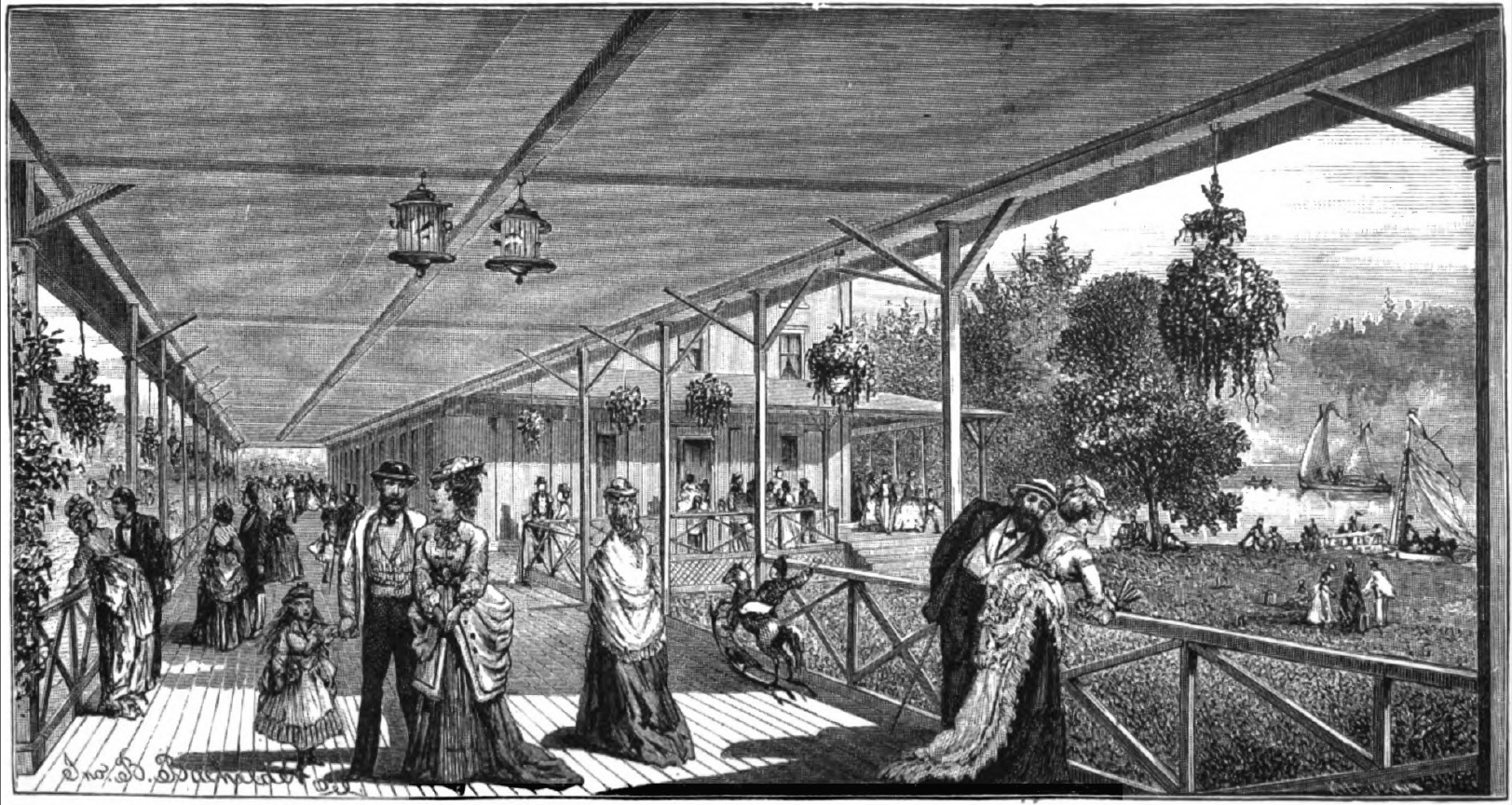
Гравюра на дереві 1875 року Джона Б. Бачелдера із зображенням гостей готелю в North Mountain House.

Будинок і готель були на східній стороні старого шлагбаума; на 100-акрів (40 га) у полі по інший бік дороги було невелике стадо дійних корів і город для задоволення потреб гостей. На полі також було стрільбище та поле для гольфу на дев'ять лунок. Гості могли насолоджуватися тенісом і крокетом, а галявина простягалася від будинку на схід до озера, де можна було кататися на човнах і купатися. На південному заході від будинку, 0,5 милі (0,8 км), була оглядова точка, а також Рікеттс побудував 40-футів (12 м) оглядову вежу на найвищій точці Північної гори, 3,5 милі (5,6 км) на південь. Після того як перша вежа впала, він побудував 100-футів (30 м) вежу їй на заміну, і назвав Grand View.
Рікеттс був лісорубом, який заробив свій статок, суцільно вирубуючи майже всю свою територію, але заборонялося вирубувати ліс у межах 0,5-милі (0,8 км) навколо озера, тож долини та їхні водоспади в державному парку були «врятовані від сокири лісоруба завдяки передбачливості родини Рікеттс». Одне дерево болиголова, зрізане біля озера, щоб розчистити землю для будівництва в 1893 році, становило 6 футів (1,8 м) діаметром і віком 532 роки. У 1900 році готелю North Mountain House загрожувала лісова пожежа, а подальша втрата більшої частини навколишнього старого лісу призвела до зменшення кількості гостей готелю. Зміна смаків також могла відіграти свою роль у падінні популярності курорту: якщо в серпні 1878 року готель мав понад 150 гостей, то в серпні 1894 року — лише близько 70 гостей.

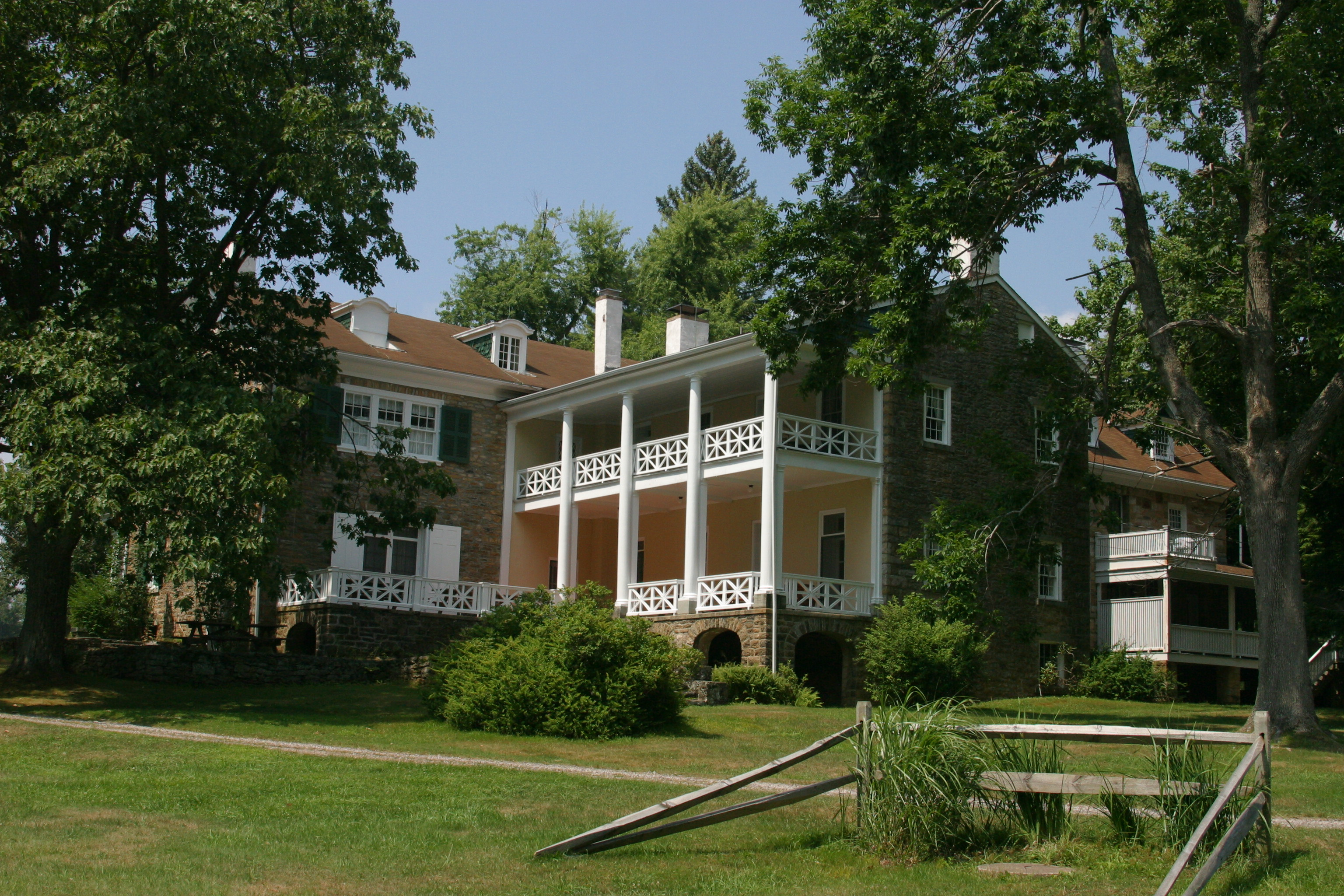
Тильна частина будинку з двоповерховим ґанком з внутрішньої сторони L; крило, добудоване в 1913 році, знаходиться в крайньому правому куті.

У 1903 році ще одна велика пожежа на Північній горі загрожувала лісопилці в лісопромисловому містечку Рікеттс на північний схід від озера. Починаючи з 1893 року, 3,85-милі (6,20 км) гілка залізниці Lehigh Valley Railroad пролягала від Ricketts до станції на північному кінці озера; набережна та автобус доставляли гостей від вокзалу до готелю. Існували щоденні пасажирські перевезення до Вілкс-Барре та Тованди, а також лінія обслуговувала вантажні поїзди, що вивозили лід з озера для використання в холодильних установках з 1895 року.
Північний гірський будинок (North Mountain House) давно відомий своєю сільською чарівністю; його опалювали відкритими камінами, прикрашали звіриними шкурами та капелюхами з рогів, а на полі через дорогу від будинку на ланцюгах стояли два живі чорні ведмеді. У 1895 і 1900 роках кам'яний будинок було відремонтовано, додано телефонне обслуговування, ацетиленове освітлення та парове опалення. У 1900 році газета Sullivan Review згадала його колишній стан і написала про зміни: «Ми навряд чи називаємо це покращенням... Коли Північний гірський будинок освітлюється газом, опалюється сучасною піччю тощо, його великий шарм зникає».

### Будинок
Дерев'яну прибудову до кам'яниці розібрали чи то в 1897, чи то в 1903 році, а землю перетворили на сад.[a] Готель закрився в листопаді 1903 року, і на той час припинилося курсування пасажирських поїздів. Лісопильні заводи в Рікеттсі закрилися, коли в 1913 році вичерпався запас деревини, а виробник льоду закрився в 1915 році. Кам'яний дім лишився літньою домівкою Рікеттсів. Рікеттс запропонував перенести шосе зі свого двору в 1904 році; Генеральна Асамблея Пенсільванії схвалила це в 1908 році, після того, як він заплатив за будівництво нового шосе, 1,5 милі (2,4 км) на схід від будинку. Томас Генрі Атертон з Вілкс-Барре став архітектором нового крила, яке добудували до Кам'яного будинку в 1913 році, а також реконстрував оригінальної споруди. Рікеттс помер у 1918 році в Кам'яному будинку; його дружина померла через кілька днів, і їх поховали на маленькому сімейному цвинтарі Рікеттсів біля північного краю озера. Відповідно до заповіту Рікеттса, Кам'яний будинок і його господарські будівлі були оцінені в 12 000 доларів у 1918 році (приблизно 216,000 доларів у 2022 році).

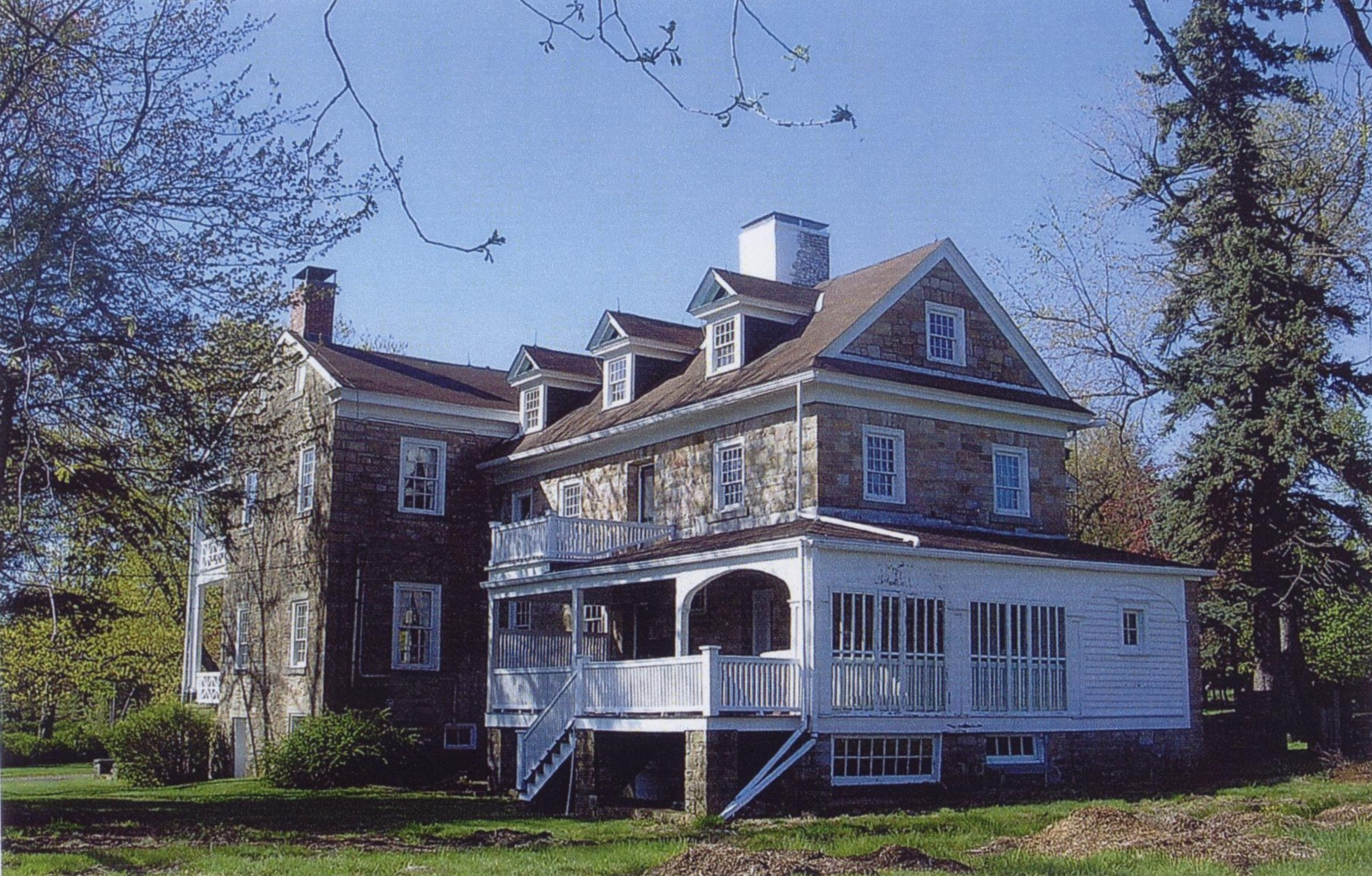
Вигляд флігеля з північного сходу (1913 р.) з кухонним ганком, що його огинає; оригінальний будинок ліворуч.

Р. Б. Рікеттс і його дружина мали трьох дітей; їхній син Вільям Рейнольдс Рікеттс (1869—1956) жив у будинку після смерті батьків. Починаючи з 1920 року, спадкоємці Рікеттів почали продавати землю штату Пенсільванія, але все ще володіли понад 12 000 акрів (4 900 га) навколо будинку, озера Ганога та долини з водоспадами. Кам'яний будинок був включений до Огляду історичних будівель Америки (HABS) у 1936 році як будинок Вільяма Р. Ріккетса. Атертон, архітектор надбудови 1913 року, допоміг підготувати архітектурні креслення HABS, які дали назву будинку «Ганога». Історія Вільяма Рейнольдса Рікеттса для HABS згадує його як Кам'яний будинок. Ця територія була затверджена як національний парк у 1930-х роках. У статті 1935 року в The New York Times повідомлялося, що федеральний уряд планує придбати 22 000 акрів (8 900 га) у цьому районі, згадуючи водоспади та маєток і будинок Рікеттса, який він назвав «найстарішим кам'яним готелем у Пенсільванії». Служба національних парків керувала табором Цивільного корпусу охорони природи в «Рікеттс-Глінн» (sic), але бюджетні проблеми та Друга світова війна поклали край національним планам розвитку.
У 1942 році Співдружність Пенсільванії почала викуповувати долини та їхні водоспади у спадкоємців за 82 000 доларів (приблизно 1 1,360,000 000 доларів у 2022 році) і відкрила державний парк Рікеттс Глен у 1944 році; з 1920 по 1950 рік держава купила понад 65 000 акрів (26 000 га) в родини Рікеттс для парку та штату Пенсільванія. Вільям Рейнольдс Рікеттс помер у 1956 році, а озеро та прилеглі землі були продані в жовтні 1957 року за 109 000 доларів (приблизно 1 1,052,000 000 доларів у 2022 році). Департамент лісів і вод (попередник Департаменту охорони та природних ресурсів Пенсільванії) зробив ставку на 3 140 акрів (1 270 га), включаючи будинок і озеро, але група приватних інвесторів перевищила ставку. Вони «сформували Асоціацію озера Ганога у вересні 1959 року для регулювання та збереження рекреаційних і житлових об'єктів на озері Ганога». Асоціація проклала дорогу навколо озера, розчистила землю на його південній частині, а її члени побудували близько 50 будинків на березі озера. У 1983 році кам'яний будинок був внесений до Національного реєстру історичних місць як особняк Клемюеля Рікеттса; він служить штаб-квартирою асоціації та клубом, використовується для зустрічей асоціації, весіль та пікніків. Як частина приватної забудови будинок і озеро закриті для громадськості: «Для всіх сторонніх осіб, які не мають власності навколо озера, озеро та територія закриті».

## Архітектура

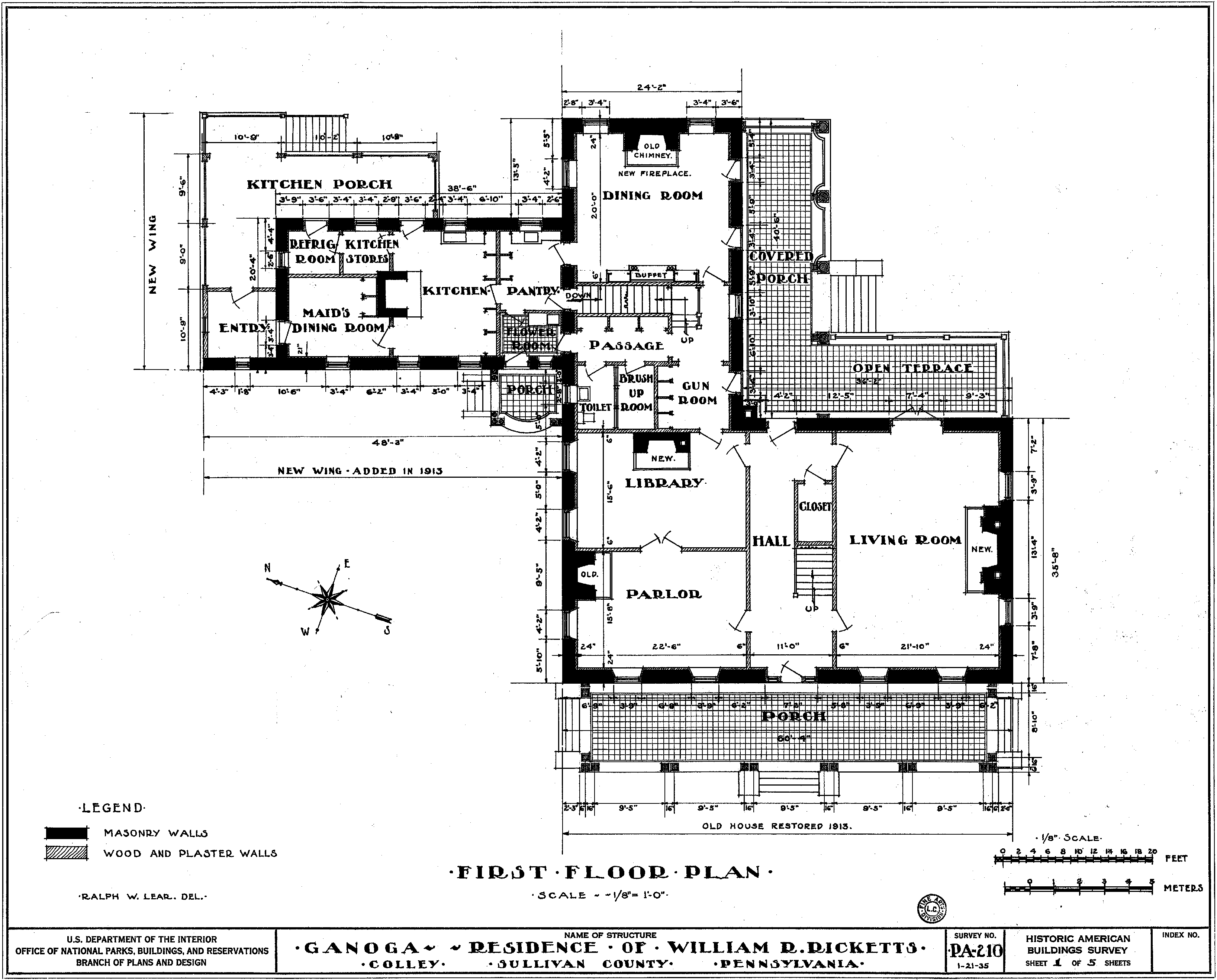
План першого поверху особняка Клемюеля Рікеттса з HABS.

Клемюель Рікеттс, архітектор кам'яного будинку, дуже цікавився архітектурою колоніального періоду і багато подорожував. У 1840-х роках він опублікував книгу, в якій розглядав британські та європейські джерела колоніальної архітектури в Сполучених Штатах. Клемюель спроєктував будинок у колоніальному або георгіанському стилі на початку 1850-х років; будівництво почалося або в 1851, або в 1854 році і закінчилося наступного року.
Особняк Клемюеля Рікеттса розташований 900 футів (270 м) західніше від озера Ганога, на карті HABS описано як 2,2-акра (0,89 га) «галявина, повністю оточена пралісом», з видом на озеро. Спочатку будинок знаходився на східній стороні шлагбаума та виходив на нього, але коли в 1907 році побудували те, що стало Пенсільванською трасою 487, курс шосе змінили так, що тепер воно пролягає на іншій (східній) стороні озера. Відтоді будинок знаходиться на приватній дорозі 1,5 милі (2,4 км) від траси.
Оригінальний будинок, побудований у 1850-х роках, має L-подібну форму. Відповідно до архітектурних креслень, зроблених для HABS, нижня частина L становить 60 футів 4 дюйми (18,39 м) з півночі на південь на 35 футів 8 дюймів (10,87 м) схід–захід. У 1935 році на першому поверсі цієї частини будинку були головні двері та передпокій, вітальня, бібліотека та сходи. Головний вхід із західного боку, який має ґанок 60 футів 4 дюйми (18,39 м) завширшки на 12 футів (3,7 м) глибиною, спирається на пари квадратних стовпів зі сходами з північного, південного та західного боків. Верх L — 24 фути 2 дюйми (7,37 м) з півночі на південь на 40 футів 6 дюймів (12,34 м) схід–захід, а в 1935 року на першому поверсі верху L була їдальня, збройна кімната, «вбиральня», туалет, сходи та перехід до прибудови 1913 року. Внутрішній кут L має двоповерховий критий ґанок уздовж південної сторони та відкриту терасу на першому поверсі східної сторони. У 1935 році другий поверх оригінального будинку мав чотири спальні та ванну кімнату в нижній частині L та дві спальні та ванну у верхній частині, а також двоє сходів та коридори.

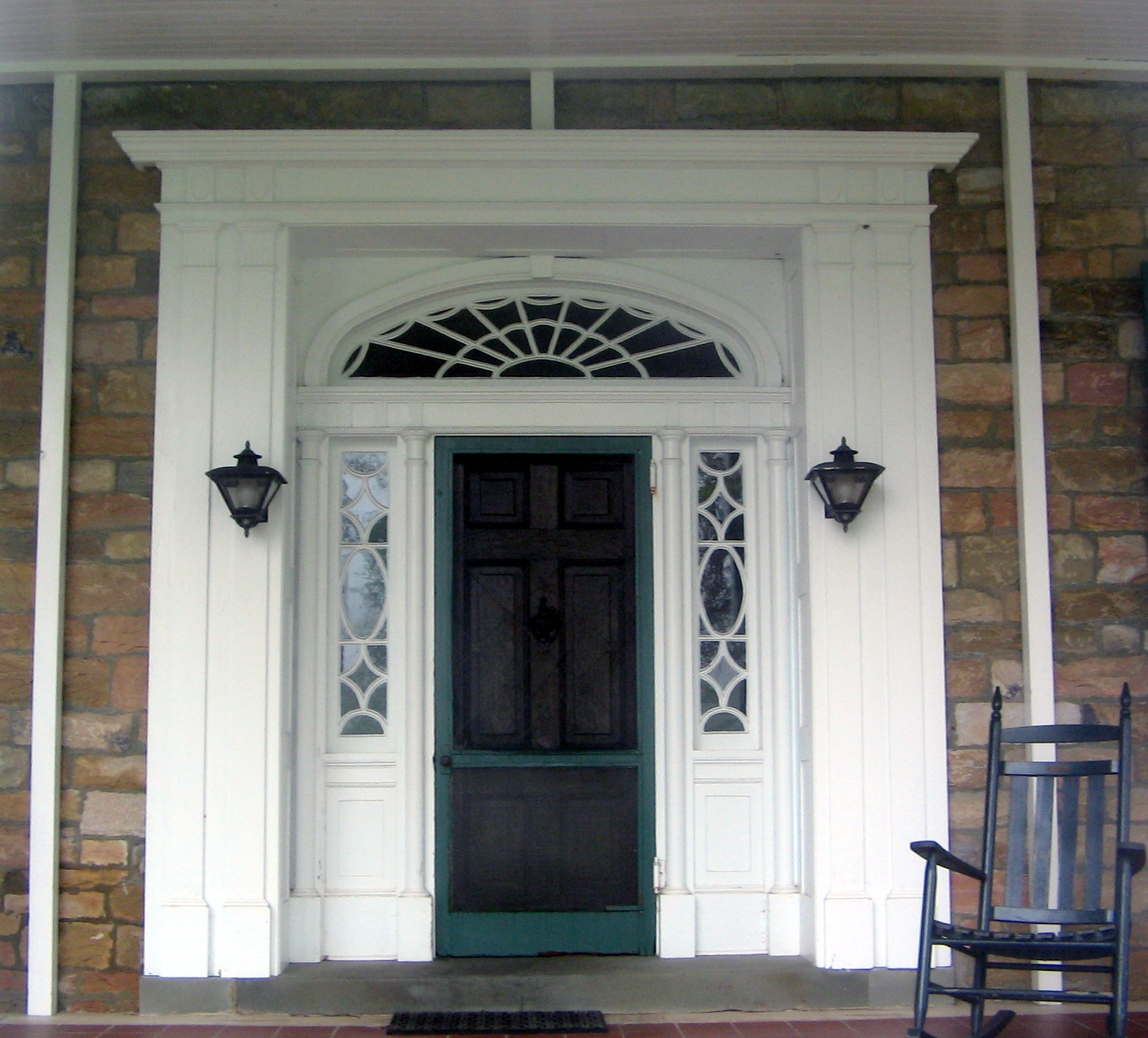
Головні двері у федеральному стилі з ліхтарями нагорі та з боків, стіни з піщанику.

Кам'яні стіни особняка 2 фути (0,6 м) завтовшки; окремі будівельні камені — «польовий піщаник близько 17 квадратних дюймів різної товщини» (17 дюймів становить 43 см). Під оригінальним будинком є підвал. Нижня частина L — п'ять травей на дві травеї; оригінальні подвійні стулкові вікна в кожній травеї будинку 1850-х років мають шість скляних панелей на стулку. Усі оригінальні вікна мають віконниці, на першому поверсі вони обшиті панелями, а на другому — жалюзі. Головні двері у федеральному стилі з великим ліхтарем над дверима та бічними ліхтарями з обох боків. Мансарда в частині будинку 1850-х років не закінчена, а двосхилий дах має «коробчаті карнизи з відворотами».
У 1897 або 1903 роках північніше від кам'яного будинку, на місці зруйнованої дерев'яної споруди, де зупинялася більшість гостей готелю, додали офіційний сад. У 1913 році архітектор Томас Генрі Атертон добудував двоповерхове крило з північної сторони відремонтованого оригінального будинку. Нове крило 48 футів 3 дюйми (14,71 м) північ–південь і 20 футів 4 дюйми (6,20 м) схід-захід, з великим закритим одноярусним ґанком з північного та східного боків. У 1935 році в добудові розташовувалися кухня, комора, складські та холодильні кімнати та «їдальня для покоївки» на першому поверсі, дві спальні та ванна кімната на другому поверсі, а також дві кімнати для прислуги та ванна в мансарді.
У новому крилі нараховувалося шість мансардних вікон (по три збоку), шість мансардних вікон додали до старого будинку під час ремонту 1913 року (чотири зі східного боку, два із західного). Вікна на першому поверсі нового крила збігалися зі старими вікнами, але вікна другого поверху прибудови мали дванадцять шибок у верхній стулці та вісім у нижній. Під час ремонтних робіт у будинку 1850-х років було розміщено чотири нових вікна: два на захід від нового крила та два на східній стіні нижньої частини L. У кутку, де захід, було додано невеликий ґанок, стіна нового крила стикається з північною стіною старого будинку, а всі старі ґанки були відновлені. В оригінальному будинку відреставрували два димарі, два замінені, а у вітальні, бібліотеці та їдальні встановили нові каміни. Загалом у будинку нараховувалося 28 кімнат.

Форма номінації NRHP перераховує дві інші споруди на території особняку: господарську будівлю з цегли та вкриту штукатуркою на схід від будинку [b] та великий сарай на південний захід. Після ремонту будинку 1913 року єдиними змінами були встановлення електропроводки та модернізація сантехніки. Оригінальна фурнітура та вироби з дерева все ще присутні всередині будинку. Згідно з формою номінації NRHP, особняк Клемюеля Рікеттса «є приголомшливим прикладом георгіанської народної архітектури», який «представляє прояви архітектурної мрії однієї людини, що зберігалася в пустелі більше століття».

## Цитовані
- Bachelder, John B. (1875). Popular resorts, and how to reach them. Combining a Brief Description of the Principal Summer Retreats in the United States, and the Routes of travel Leading to Them. Boston, Massachusetts: J.B. Bachelder Publishing. OCLC 317328980. bachelder popular resorts and how to reach them.
- Braun, Duane D. (2007). Surficial geology of the Red Rock 7.5-minute quadrangle, Luzerne, Sullivan, and Columbia Counties, Pennsylvania (PDF). Pennsylvania Geological Survey, 4th series, Open-File Report OFSM 07-10.0. Pennsylvania Department of Conservation and Natural Resources. Архів оригіналу (PDF) за 24 вересня 2012. Процитовано 15 травня 2010.
- Braun, Duane D.; Inners, Jon D. Pennsylvania Trail of Geology, Ricketts Glen State Park, Luzerne, Sullivan and Columbia Counties, The Rocks, the Glens and the Falls (Park Guide 13) (PDF). Pennsylvania Department of Conservation and Natural Resources. Процитовано 13 квітня 2010.
- McDonald, Teresa B. (Ganoga Lake Association) (1980). [[[:Шаблон:NRHP-PA]] National Register of Historic Places Inventory Nomination Form: Clemuel Ricketts Mansion] (PDF). Процитовано 11 квітня 2010.
- Petrillo, F. Charles (1991). Ghost Towns of North Mountain: Ricketts, Mountain Springs, Stull (PDF). Wilkes-Barre, Pennsylvania: Wyoming Historical & Geological Society. ISBN 978-0-937537-00-8. OCLC 25080093. Архів оригіналу (PDF) за 27 листопада 2009. Процитовано 11 квітня 2010.
- Ricketts, William Reynolds (1936). William R. Ricketts House, North Mountain Colley, Ganoga Lake, Sullivan County, PA. Historic American Buildings Survey/Historic American Engineering Record. Library of Congress. Процитовано 11 квітня 2010. Note: The map and architectural drawings included are also used as references in this article.
- Tomasak, Peter (2008). In Command of Time Elapsed: The Life and Times of Robert Bruce Ricketts. Kyttle, Pennsylvania: North Mountain Publishing Company.
- Wallace, Paul A.W.; revised by William A. Hunter (2005). Indians in Pennsylvania (вид. Second). Harrisburg, Pennsylvania: Pennsylvania Historical and Museum Commission. ISBN 9781422314937. OCLC 1744740. Процитовано 11 квітня 2010. (Note: OCLC refers to the 1961 First Edition).